# Harris Ellsworth

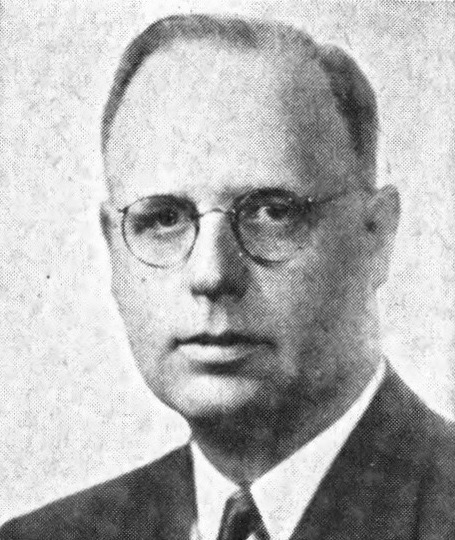
Harris Ellsworth

Mathew Harris Ellsworth (* 17. September 1899 in Hoquiam, Washington; † 7. Februar 1986 in Albuquerque, New Mexico) war ein US-amerikanischer Politiker. Zwischen 1943 und 1947 vertrat er den vierten Wahlbezirk des Bundesstaates Oregon im US-Repräsentantenhaus.

## Werdegang
Noch als Kind kam Harris Ellsworth mit seinen Eltern nach Eugene in Oregon. Später zog die Familie in das benachbarte Wendling. Ellsworth besuchte die öffentlichen Schulen seiner neuen Heimat. Während des Ersten Weltkriegs war er in einer Ausbildungseinheit der US-Armee. Danach studierte er bis 1922 an der University of Oregon Journalismus.
In der Folge arbeitete er in der Zeitungsbranche und der Holzverarbeitungsindustrie. Zwischen 1926 und 1928 gab er auch eine Fachzeitschrift für das Holzgewerbe heraus. In den Jahren 1928 und 1929 hielt er an der University of Oregon selbst Vorlesungen zum Thema Journalismus. Seit 1929 war er auch Herausgeber und Miteigentümer der Zeitung "Roseburg New-Review". 1936 war er an der Gründung der Radiostation KRNR, eines der ersten Radiosender Oregons, beteiligt.
Ellsworth wurde Mitglied der Republikanischen Partei. Im Jahr 1941 wurde er in den Senat von Oregon gewählt, ehe nach den Kongresswahlen des Jahres 1942 für den neu geschaffenen vierten Wahlbezirk von Oregon in das US-Repräsentantenhaus einzog. Nachdem er in den folgenden Jahren jeweils bestätigt wurde, konnte er sein Mandat zwischen dem 3. Januar 1943 und dem 3. Januar 1957 in sieben Legislaturperioden ausüben. Er war zeitweise Mitglied im Haushaltsausschuss und im House Rules Committee. Im Jahr 1956 scheiterte seine Kandidatur knapp. Er unterlag dem Demokraten Charles O. Porter.
Nach dem Ende seiner Tätigkeit im Kongress wurde Ellsworth von Präsident Dwight D. Eisenhower zum Vorsitzenden der Civil Service Commission ernannt. Dieses Amt übte er zwischen 1957 und 1959 aus. Danach arbeitete er wieder im Zeitungsgeschäft. Außerdem engagierte er sich im Immobiliengeschäft. In den 1970er Jahren zog er sich in den Ruhestand zurück, den er in Albuquerque verbrachte. Dort ist er im Jahr 1986 auch verstorben.